# Танги (приток Мартана)
Танги (Тениг, Тенги, Теньга; чечен. Таьнги) — река в России, протекает по Урус-Мартановскому району Чеченской Республики. Левый приток Мартана.
Река Танги берёт начало в горах среди лесов с преобладанием бука и граба, течёт на север. Устье реки находится в черте города Урус-Мартан в 24 км по левому берегу реки Мартан. Длина реки составляет 16 км, площадь водосборного бассейна — 78 км².

## Данные водного реестра
По данным государственного водного реестра России относится к Западно-Каспийскому бассейновому округу, водохозяйственный участок реки — Сунжа от истока до города Грозный. Речной бассейн реки — Реки бассейна Каспийского моря междуречья Терека и Волги.
Код объекта в государственном водном реестре — 07020001112108200005741.